# Дихніч Оксана Іванівна
Оксана Іванівна Дихніч (4 жовтня 1971, Київ, Україна) — українська медіаменеджерка, експертка з питань протидії дезінформації та пропаганді, керівниця виробничої служби Starlight News медіакомпанії Starlight Media, продюсерка проєктів "Гражданская оборона" та "Антизомбі"  на телеканалі ICTV. На телебаченні працює понад 20 років. Кавалерка ордена «За заслуги» III ступеня (2022).

## Життєпис
Народилася 4 жовтня 1971 року в місті Київ.
У 1977-1987 навчалася у середній школі № 171 міста Києва. У 1988 році була зарахована на перший курс Харківського Державного педагогічного інституту ім.  Г. Сковороди.  
У 1993 році отримала диплом спеціаліста  за спеціальністю “Дошкільне виховання, кваліфікація організатор-методист дошкільного виховання, вихователь дітей дошкільного віку”.

## Кар'єра
У 2002 році прийшла працювати координаторкою виробництва у телерадіокомпанію «Творчо-виробничого об’єднання «Телефабрика»», що забезпечувало створення телевізійного продукту для трансляції в ефірі телеканалу ICTV. У 2005 очолила виробничу службу. Займалася розробкою технології виробництва в інформаційній службі та службі публіцистичних програм ICTV (“Факти”, “Факти.Спорт”, “Факти тижня з Оксаною Соколовою”, “Свобода слова”). Разом із редакторськими групами забезпечувала вихід в ефір низки суспільно-політичних і спеціальних проєктів (виборчі телемарафони, ток-шоу та дискусійні майданчики). Займалася продюсуванням спортивної програми “Третій тайм”, яка у 2010 та 2011 році одержала національну премію “Телетріумф” і дитячої програми “Світанок”, яка здобула “Телетріумф” у 2013 році.
У 2016 році очолила Творче об’єднання № 1 ТОВ «Міжнародної комерційної телерадіокомпанії» (ICTV). У 2019 стала керівницею виробничої студії Starlight News.
З початком масштабного російського вторгнення 24 лютого 2022 року керує виробничим процесом новин медіагрупи Starlight Media, які створюються для всеукраїнського телевізійного марафону «Єдині новини» та від 2014 року продюсує проєкти «Гражданская оборона» та «Антизомбі» на телеканалі «ICTV».

## Проєкти
- “Битва націй” (раніше – «Ігри патріотів» з 2005 по 2006 роки) — українське спортивно-розважальне шоу, яке виходило на телеканалі ICTV з 3 вересня по 26 листопада 2011 року, українська адаптація французького ігрового шоу «Intervilles» і його міжнародної версії «Intervilles International». Ведучий — Кузьма Скрябін, коментатор — Григорій Герман і тренерка команди – Ольга Давидко.
- “Інший футбол" (2009 - 2012 роки) — футбольний проєкт, який був створений до чемпіонату світу у ПАР та понад три роки виходив на телеканалі ICTV. Стала найпопулярнішою програмою за часткою цільової аудиторії у 2010 році серед усіх спортивних проєктів на українському телебаченні[10].
- “Третій тайм[11]” (2010-2011 роки) — футбольне шоу, яке виходило на телеканалі ICTV. Ведучі: Микола Васильков, Віктор Леоненко та Олександр “Фоззі” Сидоренко.
- “Замочені[12]” (2013 рік) — українська версія всесвітньо відомого спортивно-розважального шоу “WipeOut” (роки). Ведуча - Анна Ахава, коментатори - Єгор Крутоголов та Олександр Бережок.
- “Світанок[13]” (2011 рік) — ранкова дитяча програма як розважального, а й пізнавального характеру. Ведучий - Олександр Власюк (Лірник Сашко).
- “Клан[14]” (2014 рік) — реаліті про ромів, яке виходило на телеканалі ICTV.
- “Україна. Код унікальності” (2014 рік) —  український документальний фільм, прем'єра першого випуску відбулася на телеканалі ICTV 3 грудня 2014 року.
- “Гражданская оборона[15]” — українська телевізійна програма, яка виходить на телеканалі ICTV з 2014 року. Програма складатиметься з сюжетів на теми історії війни та військової справи, новітніх наукових та технічних розробок у військовій галузі, а також відбуватиметься розвінчування міфів, які нав'язують Україні її вороги.
- "Антизомбі" — українська телевізійна інформаційна програма телеканалу ICTV. Виходить у вечірній час з 2015 року. Метою програми є протидія інформаційній війні проти України в умовах російської збройної агресії, предметом програми є детальний розбір та аналіз тенденційної інформації про Україну в закордонних, переважно російських ЗМІ. Програма виходить російською та українською (деякі випуски) мовами.

## Нагороди та відзнаки
- орден «За заслуги» III ступеня (6 червня 2022) — за вагомий особистий внесок у розвиток вітчизняної журналістики та інформаційної сфери, мужність і самовідданість, виявлені під час висвітлення подій повномасштабного вторгнення Російської Федерації на територію України, багаторічну сумлінну працю та високу професійну майстерність[16];
- відзнака РНБО за протидію інформаційній агресії РФ (2016)[7].